# ドミニク・アングルの作品一覧
ドミニク・アングルの作品一覧では、フランス新古典主義の巨匠ドミニク・アングルの作品を制作年代順に取り上げて概観する。

## 絵画作品一覧
| 画像 | 作品名                                                                       | 制作年            | サイズ         | 備考                                                                                 | 所在地                                                                       |
| ---- | ---------------------------------------------------------------------------- | ----------------- | -------------- | ------------------------------------------------------------------------------------ | ---------------------------------------------------------------------------- |
|      | 息子をスキピオのもとに送り返すアンティオコス                                 | 1800年            |                | 1871年消失                                                                           |                                                                              |
|      | 男のトルソ                                                                   | 1800年            | 102 × 80cm     | トルソ賞1等受賞                                                                      | フランス エコール・デ・ボザール （パリ）                                     |
|      | ピエール＝フランソワ・ベルニエの肖像                                         | 1800年            | 46.3 × 38.1cm  |                                                                                      | 不明                                                                         |
|      | ディオメデスに傷つけられたヴィーナスのオリンポスへの帰還                     | 1800年            | 26.6 x 32.6 cm |                                                                                      | スイス バーゼル市立美術館 （バーゼル）                                       |
|      | 男のヌード                                                                   | 1801年            | 49 × 56cm      |                                                                                      | フランス アングル美術館 （モントーバン）                                     |
|      | 男のヌード                                                                   | 1801年            |                |                                                                                      | フランス アングル美術館 （モントーバン）                                     |
|      | 男のトルソ                                                                   | 1801年            | 97.5 × 80.6cm  | 1802年トルソ賞1等受賞                                                                | ポーランド ワルシャワ国立美術館 （ワルシャワ）                               |
|      | アキレウスの陣営を訪れるアガメムノンの使者たち                               | 1801年            | 110 × 150cm    | ローマ大賞受賞                                                                       | フランス エコール・デ・ボザール （ パリ）                                    |
|      | アキレウスの陣営を訪れるアガメムノンの使者たち                               | 1801年            | 25 × 32.5cm    | 大賞受賞作の油彩下絵                                                                 | スウェーデン · スウェーデン国立美術館 · （ストックホルム）                   |
|      | 第一執政官ナポレオン・ボナパルト                                             | 1803年 - 1804年   | 227 × 147cm    | 1855年パリ万国博覧会出品                                                             | ベルギー クルティウス美術館 （ リエージュ）                                  |
|      | ジョセフ・アングルの肖像                                                     | 1804年            | 55 × 47cm      |                                                                                      | フランス アングル美術館 （モントーバン）                                     |
|      | イヤリングを身につけた男の肖像                                               | 1804年            |                |                                                                                      | フランス アングル美術館 （モントーバン）                                     |
|      | 24歳の自画像                                                                 | 1804年            | 77 × 64cm      |                                                                                      | フランス コンデ美術館 （シャンティイ）                                       |
|      | ジャン＝フランソワ・ジリベールの肖像                                         | 1804年 - 1805年   | 100 × 91cm     |                                                                                      | フランス アングル美術館 （モントーバン）                                     |
|      | フィリベール・リヴィエール氏の肖像                                           | 1805年            | 116 × 89cm     | 1806年サロン出品                                                                     | フランス ルーヴル美術館 （パリ）                                             |
|      | リヴィエール夫人の肖像                                                       | 1805年            | 116.5 × 81.7cm | 1806年サロン出品                                                                     | フランス ルーヴル美術館 （パリ）                                             |
|      | リヴィエール嬢の肖像                                                         | 1806年            | 100 × 70cm     | 1806年サロン出品                                                                     | フランス ルーヴル美術館 （パリ）                                             |
|      | 若い女性の肖像                                                               | 1805年            | 59,6 × 73,2cm  | 以前はスタール夫人の肖像とされていた                                                 | イギリス フェレンス美術館 （キングストン・アポン・ハル）                     |
|      | オーギュスト＝フランソワ・タルマの肖像                                       | 1805年            | 46 × 37cm      |                                                                                      | フランス ルーヴル美術館 （パリ）                                             |
|      | ベルヴェーズ＝フーロンの肖像                                                 | 1805年            | 55 × 46cm      |                                                                                      | フランス アングル美術館 （モントーバン）                                     |
|      | ジャン＝バティスト・フレデリク・デマレーの肖像                               | 1805年            | 54.5 × 65cm    |                                                                                      | フランス オーギュスタン美術館 （トゥールーズ）                               |
|      | ピエール＝ジョセフ・ヴィアレテス・ド・モルタル男爵の肖像                     | 1805 - 1806       | 61.2 × 50.2cm  |                                                                                      | アメリカ合衆国 ノートン・サイモン美術館 （パサデナ）                         |
|      | ロレンツォ・バルトリーニの肖像                                               | 1806年            | 98 × 80cm      |                                                                                      | フランス アングル美術館 （モントーバン）                                     |
|      | エモン夫人の肖像（別名麗しのゼリー）                                         | 1806年            | 49 × 59cm      |                                                                                      | フランス ルーアン美術館 （ルーアン）                                         |
|      | 玉座のナポレオン                                                             | 1806年            | 81.2 × 66.3cm  | 1806年サロン出品                                                                     | フランス フランス軍事博物館 （パリ）                                         |
|      | 聖母子                                                                       | 1806年頃          | 80 × 64cm      | ラファエロ・サンツィオ『聖母子』の複製                                               | フランス アングル美術館 （モントーバン）                                     |
|      | ローマのヴィラ・ボルゲーゼの果樹園                                           | 1806年頃          | 直径17cm       |                                                                                      | フランス アングル美術館 （モントーバン）                                     |
|      | ローマのヴィラ・ルドヴィジのアウロラ荘                                       | 1806年頃          | 直径17cm       |                                                                                      | フランス アングル美術館 （モントーバン）                                     |
|      | アントニー・ドヴォーセ・ドゥ・ニッティス夫人                                 | 1807年            | 76 × 59cm      | 1833年サロン、1855年パリ万国博覧会出品。                                             | フランス コンデ美術館 （シャンティイ）                                       |
|      | 半身の浴女                                                                   | 1807年            | 51 × 42cm      | 1855年パリ万国博覧会出品                                                             | フランス ボナ美術館 （バイヨンヌ）                                           |
|      | ローマのラファエロの別荘                                                     | 1807年頃          | 直径16cm       |                                                                                      | フランス パリ装飾美術館 （パリ）                                             |
|      | スフィンクスの謎を解くオイディプス                                           | 1808年            | 189 × 144cm    | 送付作品, 1827年サロン出品, 1855年パリ万国博覧会出品                                 | フランス ルーヴル美術館 （パリ）                                             |
|      | 浴女（ヴァルパンソンの浴女）                                                 | 1808年            | 146 × 97.5cm   | 送付作品, 1808年サロン出品, 1855年パリ万国博覧会出品                                 | フランス ルーヴル美術館 （パリ）                                             |
|      | フランソワ=マリウス・グラネの肖像                                            | 1809年            | 74.5 × 63.2cm  |                                                                                      | フランス グラネ美術館 （エクス＝アン＝プロヴァンス）                         |
|      | ジャン＝バプティスト・デスデバンの肖像                                       | 1810年            | 63 × 49cm      |                                                                                      | フランス 美術考古学博物館 （ブザンソン）                                     |
|      | マルコット・ダルジャントゥイユの肖像                                         | 1810年            | 93.5 × 69.3cm  |                                                                                      | アメリカ合衆国 ナショナル・ギャラリー （ワシントン）                         |
|      | ジョセフ＝アントワーヌ・モルテードの肖像                                     | 1810年            | 75.3 × 58.1cm  |                                                                                      | アメリカ合衆国 メトロポリタン美術館 （ニューヨーク）                         |
|      | ユピテルとテティス                                                           | 1811年            | 327 × 260cm    | 送付作品                                                                             | フランス グラネ美術館 （エクス＝アン＝プロヴァンス）                         |
|      | エドム・ボシェの肖像                                                         | 1811年            | 94 × 69cm      |                                                                                      | フランス ルーヴル美術館 （パリ）                                             |
|      | パンクック夫人の肖像                                                         | 1811年            | 93 × 68cm      | 1814年サロン出品                                                                     | フランス ルーヴル美術館 （パリ）                                             |
|      | モンブルトン・ド・ノルヴァン男爵ジャック・マルケの肖像                       | 1811年            | 97.2 × 78.7cm  |                                                                                      | イギリス ナショナル・ギャラリー （ロンドン）                                 |
|      | シャルル＝ジョセフ＝ローラン・コルディエの肖像                               | 1811年            | 90 × 70cm      | 背景をフランソワ・マリウス・グラネが描いた                                           | フランス ルーヴル美術館 （パリ）                                             |
|      | イポリット＝フランソワ・ドヴィレールの肖像                                   | 1811年            | 96.5 x 78.5cm  |                                                                                      | スイス ビュールレ・コレクション （チューリッヒ）                             |
|      | オシアンの歌                                                                 | 1811年 - 1813年   |                |                                                                                      | 個人蔵                                                                       |
|      | オシアンの夢                                                                 | 1812年 - 1813年   | 348 × 275cm    |                                                                                      | フランス アングル美術館 （モントーバン）                                     |
|      | 敗者アクロンの武器をユピテル神殿に運ぶロムルス                               | 1812年            | 276 × 530cm    |                                                                                      | フランス エコール・デ・ボザール （パリ）                                     |
|      | ドゥルーノン伯爵夫人の肖像                                                   | 1812年            | 92,4 × 73,2cm  |                                                                                      | アメリカ合衆国 フィラデルフィア美術館 （フィラデルフィア）                   |
|      | アエネイスを読むウェルギリウス                                               | 1812年            | 302 × 325cm    |                                                                                      | フランス オーギュスタン美術館 （トゥールーズ）                               |
|      | ラファエロとラ・フォルナリーナ（消失）                                       | 1813年            |                |                                                                                      |                                                                              |
|      | ラファエロとビッビエーナ枢機卿の姪との婚約                                   | 1813年 - 1814年   | 59.1 × 46.5cm  |                                                                                      | アメリカ合衆国 ウォルターズ美術館 （ボルティモア）                           |
|      | グランド・オダリスク                                                         | 1814年            | 91 × 162cm     | 1819年サロン出品, 1855年パリ万国博覧会出品                                           | フランス ルーヴル美術館 （パリ）                                             |
|      | ラファエロとラ・フォルナリーナ                                               | 1814年頃          | 68 × 55cm      | 1814年サロン出品                                                                     | アメリカ合衆国 フォッグ美術館 （ケンブリッジ）                               |
|      | パオロとフランチェスカ                                                       | 1814年            | 35 × 28cm      | 1855年パリ万国博覧会出品                                                             | フランス コンデ美術館 （シャンティイ）                                       |
|      | システィーナ礼拝堂のピウス7世                                                | 1814年            | 93.5 × 69.3cm  | 1814年サロン出品, 1855年パリ万国博覧会出品                                           | アメリカ合衆国 ナショナル・ギャラリー （ワシントンD.C.）                     |
|      | アンリ4世から剣を受けるトレドのドン・ペドロ（消失）                          | 1814年            |                | 1814年サロン出品                                                                     |                                                                              |
|      | 王妃カロリーヌ・ミュラの肖像                                                 | 1814年            | 92 × 60cm      |                                                                                      | フランス 個人蔵 （パリ）                                                     |
|      | マリーニ＝ジュヌヴィエーヴ＝マルグリット・ドゥ・セノンの肖像                 | 1814年            | 106 × 84cm     |                                                                                      | フランス ナント美術館 （ ナント）                                            |
|      | マドレーヌ・アングルの肖像                                                   | 1814年頃          | 68 × 54cm      |                                                                                      | スイス ビュールレ・コレクション （チューリッヒ）                             |
|      | グランド・オダリスクの頭部                                                   | 1814年            | 33 × 33,5cm    | 『グランド・オダリスク』の頭部ヴァリアント                                           | フランス グルノーブル美術館 （グルノーブル）                                 |
|      | イヴ                                                                         | 1815年            | 92 × 56cm      |                                                                                      | フランス アングル美術館 （モントーバン）                                     |
|      | ピエトロ・アレティーノとカール5世の使節                                      | 1815年            | 41,5 × 32,5cm  | 1824年サロン出品, 1855年パリ万国博覧会出品                                           | フランス リヨン美術館 （リヨン）                                             |
|      | ティントレットのアトリエのピエトロ・アレティーノ                             | 1815年            | 44 × 33cm      | 1824年サロン出品                                                                     | ベルギー 個人蔵                                                              |
|      | ジョセフ＝アントワーヌ・ド・ノジャンの肖像                                   | 1815年            | 92 × 60cm      |                                                                                      | アメリカ合衆国 フォッグ美術館 （ケンブリッジ）                               |
|      | ジーン＝ピア・コルトーの肖像                                                 | 1815年            |                |                                                                                      | フランス ルーヴル美術館 （パリ）                                             |
|      | ルイ・ジャック・モーリス・ド・ボナルド神父の肖像                             | 1816年            | 12.5 × 9.5cm   |                                                                                      | フランス ルーヴル美術館 （パリ）                                             |
|      | お目通りを許されたスペイン大使を前に王子たちと遊ぶアンリ4世                  | 1817年            | 39.5 × 50cm    | 1824年サロン出品                                                                     | フランス プティ・パレ美術館 （パリ）                                         |
|      | レオナルド・ダ・ヴィンチの死                                                 | 1818年            | 40 × 50.5cm    | 1824年サロン出品                                                                     | フランス プティ・パレ美術館 （パリ）                                         |
|      | アルマンザの戦いの後にバーウィック元帥に金羊毛勲章を授けるフェリペ5世        | 1818年            | 88 × 109cm     | 1819年サロン出品, 1855年パリ万国博覧会出品                                           | スペイン アルバ公爵夫人蔵 （マドリード）                                     |
|      | アンジェリカを救うルッジェーロ                                               | 1819年            | 175 × 190cm    | 1819年サロン出品, 1855年パリ万国博覧会出品                                           | フランス ルーヴル美術館 （パリ）                                             |
|      | アンリ4世から剣を受けるトレドのドン・ペドロ                                  | 1819年            |                | 1814年作のヴァリアント                                                               | フランス ポー城 （ポー）                                                     |
|      | ポール・ルモアンの肖像                                                       | 1819年            | 47.1 × 36.5cm  |                                                                                      | アメリカ合衆国 ネルソン・アトキンス美術館 （カンザス・シティ）               |
|      | パオロとフランチェスカ                                                       | 1819年            |                | 1814年版のヴァリアント                                                               | フランス アンジェ美術館 （アンジェ）                                         |
|      | アエネイスを読むウェルギリウス                                               | 1819年            |                | 1812年作のヴァリアント                                                               | ベルギー ベルギー王立美術館 （ブリュッセル）                                 |
|      | ペルセウスとアンドロメダ                                                     | 1819年頃          | 19.7 × 16.2cm  |                                                                                      | アメリカ合衆国 デトロイト美術館 （デトロイト）                               |
|      | 眠る裸婦（消失）                                                             | 1820年            |                |                                                                                      |                                                                              |
|      | 聖ペテロへの天国の鍵の授与                                                   | 1820年            | 280 × 217cm    | 1855年パリ万国博覧会出品                                                             | フランス アングル美術館 （モントーバン）                                     |
|      | ロレンツォ・バルトリーニの肖像                                               | 1820年            | 108 × 85.7cm   |                                                                                      | フランス ルーヴル美術館 （パリ）                                             |
|      | 礼拝堂を保持しているピウス7世                                                | 1820年            | 70 × 55cm      | 1814年作のヴァリアント                                                               | フランス ルーヴル美術館 （パリ）                                             |
|      | アンリ4世から剣を受けるトレドのドン・ペドロ                                  | 1820年            |                | 1814年作のヴァリアント                                                               | アラブ首長国連邦 ルーヴル・アブダビ （アブダビ）                             |
|      | 福音記者ヨハネの頭部                                                         | 1818年 - 1820年   | 39.4 x 27cm    | 『聖ペテロへの天国の鍵の授与』の習作, 1841年に塗装ないし手直し、1856年に加筆の可能性 | アメリカ合衆国 メトロポリタン美術館 ニューヨーク）                           |
|      | 聖マタイの頭部                                                               | 1820年頃          | 55 × 46cm      | 『聖ペテロへの天国の鍵の授与』の習作                                                 | フランス ルーヴル美術館 （パリ）                                             |
|      | 皇太子、のちのシャルル5世のパリ入城                                          | 1821年            | 47 × 56cm      | 1824年サロン出品                                                                     | アメリカ合衆国 ワズワース・アテネウム美術館 （ハートフォード）               |
|      | ジャンヌ・ゴナン嬢の肖像                                                     | 1821年            |                |                                                                                      | アメリカ合衆国 タフト美術館 （シンシナティ）                                 |
|      | グーリエフ伯爵の肖像                                                         | 1821年            | 107 × 86cm     |                                                                                      | ロシア エルミタージュ美術館 （サンクトペテルブルク）                         |
|      | カンボンの習作                                                               | 1821年            | 25 × 32cm      |                                                                                      | フランス アングル美術館 （モントーバン）                                     |
|      | もたれかかるヴィーナス                                                       | 1822年            | 116 × 168cm    |                                                                                      | アメリカ合衆国 ウォルターズ美術館 （ボルチモア）                             |
|      | ジャック＝ルイ・ルブラン夫人の肖像                                           | 1823年            | 119.4 × 92.7cm | 1834年サロン出品, エドガー・ドガ旧蔵                                                 | アメリカ合衆国 メトロポリタン美術館 （ニューヨーク）                         |
|      | ジャック＝ルイ・ルブランの肖像                                               | 1823年            | 121 × 95.6cm   | エドガー・ドガ旧蔵                                                                   | アメリカ合衆国 メトロポリタン美術館 （ニューヨーク）                         |
|      | ルブラン嬢の肖像（消失）                                                     | 1823年            |                |                                                                                      | フランス アングル美術館 （モントーバン）                                     |
|      | 灰色のオダリスク                                                             | 1823年 - 1824年   | 83.2 × 109.2cm | 1814年版のグリザイユのヴァリアント                                                   | アメリカ合衆国 メトロポリタン美術館 （ニューヨーク）                         |
|      | アメデ＝ダヴィッド・ド・パストレ伯爵の肖像                                   | 1823年 - 1826年   | 100 × 82cm     |                                                                                      | アメリカ合衆国 シカゴ美術館 （シカゴ）                                       |
|      | ルイ13世の誓願                                                               | 1824年            | 421 × 262cm    | 1824年サロン出品, レジオン・ドヌール勲章授与, 1855年パリ万国博覧会出品               | フランス ノートルダム大聖堂 （モントーバン）                                 |
|      | マルコット・ド・サント＝マリー夫人の肖像                                     | 1826年            | 93 × 74cm      |                                                                                      | フランス ルーヴル美術館 （パリ）                                             |
|      | 小さな浴女                                                                   | 1826年            | 12.88 × 9.88cm |                                                                                      | アメリカ合衆国 フィリップス・コレクション （ワシントンD.C.）                 |
|      | ホメロスとオルフェウス                                                       | 1826年 - 1827年   |                |                                                                                      | フランス アングル美術館 （モントーバン）                                     |
|      | ホメロス礼賛                                                                 | 1827年            | 386 × 515cm    | 1827年サロン出品, 1833年サロン出品, 1855年パリ万国博覧会出品                         | フランス ルーヴル美術館 （パリ）                                             |
|      | 青いヴェールの聖母                                                           | 1822年 - 1827年   | 77 × 65cm      |                                                                                      | ブラジル サンパウロ美術館 （サンパウロ）                                     |
|      | 小さな浴女                                                                   | 1828年            | 35 × 27cm      |                                                                                      | フランス ルーヴル美術館 （パリ）                                             |
|      | 戴冠式の衣装を着たシャルル10世                                               | 1829年 - 1830年   | 129 × 90cm     |                                                                                      | フランス ボナ美術館 （バイヨンヌ）                                           |
|      | 眠っているオダリスク                                                         | 1810年 - 1830年頃 | 30 × 48cm      |                                                                                      | イギリス ヴィクトリア&アルバート博物館 （ロンドン）                          |
|      | ルイ＝フランソワ・ベルタン氏の肖像                                           | 1832年            | 116 × 96cm     | 1833年サロン出品                                                                     | フランス ルーヴル美術館 （パリ）                                             |
|      | アンリ4世から剣を受けるトレドのドン・ペドロ                                  | 1832年            | 36 × 28cm      | 1814年作のヴァリアント                                                               | フランス ルーヴル美術館 （パリ）                                             |
|      | 聖サンフォリアンの殉教                                                       | 1834年            | 407 × 339cm    | 1834年サロン出品                                                                     | フランス サン・ラザール大聖堂 （オータン）                                   |
|      | 祝福するイエス・キリスト                                                     | 1834年            | 80 × 66cm      |                                                                                      | ブラジル サンパウロ美術館 （サンパウロ）                                     |
|      | エドモン・カヴェ夫人の肖像                                                   | 1831年 -1834年頃  | 40,6 × 32,7cm  |                                                                                      | アメリカ合衆国 メトロポリタン美術館 （ニューヨーク）                         |
|      | モレ伯爵ルイ・マチューの肖像                                                 | 1834年            | 147 × 114cm    |                                                                                      | フランス ルーヴル美術館 （パリ）                                             |
|      | アンジェリカを救うルッジェーロ                                               | 1839年            | 47.6 x 39.4cm  | 1819年版のヴァリアント                                                               | イギリス ナショナル・ギャラリー （ロンドン）                                 |
|      | 奴隷のいるオダリスク                                                         | 1839年 - 1840年   | 72.4 × 100.3cm | 1846年サロン出品                                                                     | アメリカ合衆国 フォッグ美術館 （ケンブリッジ）                               |
|      | ラファエロとラ・フォルナリーナ                                               | 1840年            | 35.6 × 27.3cm  | 1814年版のヴァリアント                                                               | アメリカ合衆国 コロンバス美術館 （コロンバス）                               |
|      | アンティオコスとストラトニケ                                                 | 1840年            | 57.2 × 98.1cm  |                                                                                      | フランス コンデ美術館 （シャンティイ）                                       |
|      | アンジェリカを救うルッジェーロ                                               | 1840年            | 54.5 × 46cm    | 1819年版のヴァリアント                                                               | フランス アングル美術館 （モントーバン）                                     |
|      | 聖餅の聖母                                                                   | 1841年            | 116 × 84cm     |                                                                                      | ロシア プーシキン美術館 （モスクワ）                                         |
|      | ルイジ・ケルビーニの肖像                                                     | 1841年            | 83 × 71cm      |                                                                                      | アメリカ合衆国 シンシナティ美術館 （シンシナティ）                           |
|      | ケルビーニとミューズ                                                         | 1842年            | 105 × 94cm     |                                                                                      | フランス ルーヴル美術館 （パリ）                                             |
|      | 奴隷のいるオダリスク                                                         | 1842年            | 76 × 105cm     | 1840年版のヴァリアント                                                               | アメリカ合衆国 ウォルターズ美術館 （ボルティモア）                           |
|      | オルレアン公フェルディナン・フィリップの肖像                                 | 1842年            | 158 × 222cm    |                                                                                      | フランス ルーヴル美術館 （パリ）                                             |
|      | カスティーユの聖フェルディナンとしてのオルレアン公フェルディナン・フィリップ | 1842年            | 210 × 92cm     | サン＝フェルディナン記念礼拝堂ステンドグラス下絵                                     | フランス ルーヴル美術館 （パリ）                                             |
|      | 聖ラファエル                                                                 | 1842年            | 210 × 92cm     | サン＝フェルディナン記念礼拝堂ステンドグラス下絵                                     | フランス ルーヴル美術館 （パリ）                                             |
|      | 聖ルイ                                                                       | 1842年            | 210 × 92cm     | サン＝フェルディナン記念礼拝堂ステンドグラス下絵                                     | フランス ルーヴル美術館 （パリ）                                             |
|      | ハンガリーの女王 聖メアリー                                                  | 1842年            | 210 × 92cm     | サン＝フェルディナン記念礼拝堂ステンドグラス下絵                                     | フランス ルーヴル美術館 （パリ）                                             |
|      | アレクサンドリアの聖クレメンス                                               | 1842年            | 210 × 92cm     | サン＝フェルディナン記念礼拝堂ステンドグラス下絵                                     | フランス ルーヴル美術館 （パリ）                                             |
|      | アッシジの聖フランチェスコ                                                   | 1842年            | 210 × 92cm     | サン＝フェルディナン記念礼拝堂ステンドグラス下絵                                     | フランス ルーヴル美術館 （パリ）                                             |
|      | 聖フィリポ                                                                   | 1842年            | 210 × 92cm     | サン＝フェルディナン記念礼拝堂ステンドグラス下絵                                     | フランス ルーヴル美術館 （パリ）                                             |
|      | パドヴァの聖アントニオ                                                       | 1842年            | 210 × 92cm     | サン＝フェルディナン記念礼拝堂ステンドグラス下絵                                     | フランス ルーヴル美術館 （パリ）                                             |
|      | アルマーニュの皇帝 聖ハインリッヒ                                            | 1842年            | 210 × 92cm     | サン＝フェルディナン記念礼拝堂ステンドグラス下絵                                     | フランス ルーヴル美術館 （パリ）                                             |
|      | 皇后 聖ヘレナ                                                                | 1842年            | 210 × 92cm     | サン＝フェルディナン記念礼拝堂ステンドグラス下絵                                     | フランス ルーヴル美術館 （パリ）                                             |
|      | ミラノ大司教 聖カルロ・ボッロメーオ                                          | 1842年            | 210 × 92cm     | サン＝フェルディナン記念礼拝堂ステンドグラス下絵                                     | フランス ルーヴル美術館 （パリ）                                             |
|      | アルマーニュの皇后 聖アデレード                                              | 1842年            | 210 × 92cm     | サン＝フェルディナン記念礼拝堂ステンドグラス下絵                                     | フランス ルーヴル美術館 （パリ）                                             |
|      | 聖ロザリア                                                                   | 1842年            | 210 × 92cm     | サン＝フェルディナン記念礼拝堂ステンドグラス下絵                                     | フランス ルーヴル美術館 （パリ）                                             |
|      | ワーム司教 ザルツブルクの聖ルパート                                          | 1842年            | 210 × 92cm     | サン＝フェルディナン記念礼拝堂ステンドグラス下絵                                     | フランス ルーヴル美術館 （パリ）                                             |
|      | オルレアン公フェルディナン・フィリップの肖像                                 | 1842年            | 54,3 × 45,1cm  |                                                                                      | イギリス ナショナル・ギャラリー （ロンドン）                                 |
|      | オルレアン公フェルディナン・フィリップの肖像                                 | 1843年            | 157 × 121,5cm  | 1842年版のヴァリアント                                                               | フランス ヴェルサイユ宮殿美術館 （ヴェルサイユ）                             |
|      | オルレアン公フェルディナン・フィリップの肖像                                 | 1843年            |                |                                                                                      | アメリカ合衆国 ワズワース・アテネウム美術館 （ハートフォード）               |
|      | 神学的美徳 信仰                                                              | 1843年 - 1844年   | 直径110cm      | サン＝フェルディナン記念礼拝堂ステンドグラス下絵                                     | フランス ルーヴル美術館 （パリ）                                             |
|      | 神学的美徳 希望                                                              | 1843年 - 1844年   | 直径110cm      | サン＝フェルディナン記念礼拝堂ステンドグラス下絵                                     | フランス ルーヴル美術館 （パリ）                                             |
|      | 神学的美徳 慈愛                                                              | 1843年 - 1844年   | 直径110cm      | サン＝フェルディナン記念礼拝堂ステンドグラス下絵                                     | フランス ルーヴル美術館 （パリ）                                             |
|      | パリの聖ドニ                                                                 | 1844年            | 210 × 92cm     | サン＝ルイ王室礼拝堂ステンドグラス下絵                                               | フランス ルーヴル美術館 （パリ）                                             |
|      | パリの聖ジュヌヴィエーヴ                                                     | 1844年            | 210 × 92cm     | サン＝ルイ王室礼拝堂ステンドグラス下絵                                               | フランス ルーヴル美術館 （パリ）                                             |
|      | ポワティエの聖ラドゴンド                                                     | 1844年            | 210 × 92cm     | サン＝ルイ王室礼拝堂ステンドグラス下絵                                               | フランス ルーヴル美術館 （パリ）                                             |
|      | 聖イザベル・ド・フランス                                                     | 1844年            | 210 × 92cm     | サン＝ルイ王室礼拝堂ステンドグラス下絵                                               | フランス ルーヴル美術館 （パリ）                                             |
|      | 聖クロティルダ                                                               | 1844年            | 210 × 92cm     | サン＝ルイ王室礼拝堂ステンドグラス下絵                                               | フランス ルーヴル美術館 （パリ）                                             |
|      | パリの聖ジェルマン                                                           | 1844年            | 210 × 92cm     | サン＝ルイ王室礼拝堂ステンドグラス下絵                                               | フランス ルーヴル美術館 （パリ）                                             |
|      | 聖バルティルド                                                               | 1844年            | 210 × 92cm     | サン＝ルイ王室礼拝堂ステンドグラス下絵                                               | フランス ルーヴル美術館 （パリ）                                             |
|      | 聖レミ                                                                       | 210 × 92cm        | 1844年         | サン＝ルイ王室礼拝堂ステンドグラス下絵                                               | フランス ルーヴル美術館 （パリ）                                             |
|      | エドモン・カヴェの肖像                                                       | 1844年            | 40,6 × 32,7cm  |                                                                                      | アメリカ合衆国 メトロポリタン美術館 （ニューヨーク）                         |
|      | オルレアン公フェルディナン・フィリップの肖像                                 | 1844年            | 218 × 131cm    | 1842年版のヴァリアント                                                               | フランス ヴェルサイユ宮殿美術館 （ヴェルサイユ）                             |
|      | ドーソンヴィル伯爵夫人の肖像                                                 | 1845年            | 131,8 × 92,1cm |                                                                                      | アメリカ合衆国 フリック・コレクション （ニューヨーク）                       |
|      | パオロとフランチェスカ                                                       | 1846年            |                | 1814年版のヴァリアント                                                               | フランス ボナ美術館 （バイヨンヌ）                                           |
|      | オーギュスティヌ＝モデスト＝オルタンス・レーゼの肖像                         | 1846年            | 62,2 × 49,5cm  |                                                                                      | アメリカ合衆国 フォッグ美術館 （ケンブリッジ）                               |
|      | 海から上がるヴィーナス                                                       | 1848年            | 164 × 82cm     |                                                                                      | フランス コンデ美術館 （シャンティイ）                                       |
|      | ティントレットのアトリエのピエトロ・アレティーノ                             | 1848年            |                | 1815年版のヴァリアント                                                               | アメリカ合衆国 メトロポリタン美術館 （ニューヨーク）                         |
|      | ベッティ・ロートシルト男爵夫人の肖像                                         | 1848年            | 141,9 × 101cm  |                                                                                      | 個人蔵                                                                       |
|      | 海から上がるヴィーナス                                                       | 1850年            | 31.5 × 20cm    | アングル監督下の工房作                                                               | フランス ルーヴル美術館 （パリ）                                             |
|      | オデッセイ                                                                   | 1850年            | 61 × 55cm      | 『ホメロス礼賛』の部分的ヴァリアント                                                 | フランス リヨン美術館 （リヨン）                                             |
|      | イネス・モワテシエ夫人の肖像                                                 | 1851年            | 147 × 100cm    |                                                                                      | アメリカ合衆国 ナショナル・ギャラリー （ワシントンD.C.）                     |
|      | ユピテルとアンティオペ                                                       | 1851年            | 32,5 × 43,5cm  | 1855年パリ万国博覧会出品                                                             | フランス オルセー美術館 （パリ）                                             |
|      | レオナルド・ダ・ヴィンチの死                                                 | 1851年頃          | 41.2 x 48.8cm  | 1818年作のヴァリアント                                                               | アメリカ合衆国 スミス・カレッジ美術館 （ノーサンプトン）                     |
|      | 男のトルソ                                                                   | 1851年            | 99 × 80cm      |                                                                                      | フランス アングル美術館 （モントーバン）                                     |
|      | シャルル7世の戴冠式のジャンヌ・ダルク                                        | 1851年 - 1855年   | 240 × 178cm    |                                                                                      | フランス ルーヴル美術館 （パリ）                                             |
|      | 聖餅の聖母                                                                   | 1852年            | 40,3 × 32,7cm  |                                                                                      | アメリカ合衆国 メトロポリタン美術館 （ニューヨーク）                         |
|      | ゴンス夫人の肖像                                                             | 1852年            | 73 × 62cm      |                                                                                      | フランス アングル美術館 （モントーバン）                                     |
|      | パフォスのヴィーナス                                                         | 1852年            | 91,5 × 70cm    | 裸婦画から神話画に変更                                                               | フランス オルセー美術館 （パリ）                                             |
|      | ド・ブロイ公爵夫人の肖像                                                     | 1851年 - 1853年   | 121,3 × 90,8cm |                                                                                      | アメリカ合衆国 メトロポリタン美術館 （ニューヨーク）                         |
|      | ナポレオン1世礼賛 (エスキス)                                                 | 1853年            | 直径48,5cm     |                                                                                      | フランス プティ・パレ美術館（パリ）                                          |
|      | 聖餅の聖母                                                                   | 1854年            | 直径113cm      | 1855年パリ万国博覧会出品                                                             | フランス オルセー美術館 （パリ）                                             |
|      | ゴードリー夫人の肖像                                                         | 1856年            | 33,5 × 33,5cm  |                                                                                      | フランス グルノーブル美術館 （グルノーブル）                                 |
|      | 泉                                                                           | 1856年            | 163 × 80cm     | 1862年ロンドン万国博覧会出品                                                         | フランス オルセー美術館 （パリ）                                             |
|      | イネス・モワテシエ夫人の肖像                                                 | 1856年            | 120 × 92cm     |                                                                                      | イギリス ナショナル・ギャラリー （ロンドン）                                 |
|      | 聖ジェルメーヌ・クザン                                                       | 1856年            |                |                                                                                      | フランス サピアック教会 （モントーバン）                                     |
|      | ムーサたちの誕生                                                             | 1856年            | 25.7 × 53.2cm  |                                                                                      | フランス ルーヴル美術館 （パリ）                                             |
|      | ルイ14世の食卓のモリエール                                                   | 1857年            | 49 × 67cm      |                                                                                      | フランス コメディ・フランセーズ美術館 （パリ）                               |
|      | 養子縁組の聖母                                                               | 1858年            | 69.5 × 56.8cm  |                                                                                      | オーストラリア ビクトリア国立美術館 （メルボルン）                           |
|      | 78歳の自画像                                                                 | 1858年            | 62 × 51cm      |                                                                                      | イタリア ウフィツィ美術館 （フィレンツェ）                                   |
|      | 聖母戴冠                                                                     | 1859年            | 66.9 × 50.8cm  |                                                                                      | フランス 個人蔵 （パリ）                                                     |
|      | アンジェリカ                                                                 | 1859年            | 97 × 75cm      |                                                                                      | ブラジル サンパウロ美術館 （サンパウロ）                                     |
|      | 78歳の自画像                                                                 | 1859年            | 65,4 × 53,7cm  | 1858年版のヴァリアント                                                               | アメリカ合衆国 フォッグ美術館 （ケンブリッジ）                               |
|      | アングル夫人デルフィーヌ・ラメルの肖像                                       | 1859年            | 53 × 65cm      |                                                                                      | スイス オスカー・ラインハルト美術館アム・ホムマーレツ （ヴィンタートゥール） |
|      | 博士たちと議論するイエス・キリスト                                           | 1862年            | 265 × 320cm    |                                                                                      | フランス アングル美術館 （モントーバン）                                     |
|      | トルコ風呂                                                                   | 1862年            | 108 × 110cm    |                                                                                      | フランス ルーヴル美術館 （パリ）                                             |
|      | 黄金時代                                                                     | 1862年            | 47,8 × 61,9cm  |                                                                                      | アメリカ合衆国 フォッグ美術館 （ケンブリッジ）                               |
|      | オイディプスとフィンクス                                                     | 1864年            | 105,5 × 87cm   |                                                                                      | アメリカ合衆国 ウォルターズ美術館 （ボルティモア）                           |
|      | エロース                                                                     | 1864年            | 33,7 x 33,7cm  |                                                                                      | 個人蔵                                                                       |
|      | ユノとしてのジャック・イニャス・イトルフ夫人の肖像                           | 1864年            | 33 × 33cm      |                                                                                      | アメリカ合衆国 クランナート美術館 （シャンペーン）                           |
|      | マールス                                                                     | 1864年            | 32,1 x 30,9cm  |                                                                                      | スイス バーゼル市立美術館 （バーゼル）                                       |
|      | ミネルウァとしてのゴードリー夫人の肖像                                       | 1864年            | 33 x 33cm      |                                                                                      | ドイツ ヴァルラフ・リヒャルツ美術館 （ケルン）                               |
|      | エウロペの略奪                                                               | 1865年            | 30,1 x 42,5cm  |                                                                                      | アメリカ合衆国 フォッグ美術館 （ケンブリッジ）                               |
|      | 聖サンフォリアンの殉教                                                       | 1865年            | 36,7 × 31,6cm  | 1834年版のヴァリアント                                                               | アメリカ合衆国 フィラデルフィア美術館 （フィラデルフィア）                   |
|      | ギリシア悲劇                                                                 | 1866年            | 37 × 44cm      | 『ホメロス礼賛』の部分的ヴァリアント                                                 | フランス アンジェ美術館 （アンジェ）                                         |
|      | アンティオコスとストラトニケ                                                 | 1866年            | 61 × 92cm      | 1840年版のヴァリアント                                                               | フランス ファーブル美術館 （モンペリエ）                                     |
|      | 聖餅の聖母                                                                   | 1866年            | 78 × 67cm      |                                                                                      | フランス ボナ美術館 （バイヨンヌ）                                           |

## 素描作品一覧
| 画像 | 作品名                                                 | 制作年 | サイズ          | 備考 | 所在地                                               |
| ---- | ------------------------------------------------------ | ------ | --------------- | ---- | ---------------------------------------------------- |
|      | フォレスティエ家の肖像                                 | 1806年 | 23.3 × 30.9 cm  |      | フランス ルーヴル美術館 （パリ）                     |
|      | 後のド・スノンヌ子爵夫人マリ・マルコの肖像             | 1813年 | 27 × 30 cm      |      | アメリカ合衆国 デトロイト美術館 （デトロイト）       |
|      | ギヨーム・ギヨン＝レティエール夫人と息子ルシアンの肖像 | 1808年 | 24.1 × 18.7 cm  |      | アメリカ合衆国 メトロポリタン美術館 （ニューヨーク） |
|      | モンタギュー姉妹の肖像                                 | 1815年 | 34.9 × 27.1 cm  |      | イギリス 個人蔵 （ロンドン）                         |
|      | アレクサンドル・レティエール家の肖像                   | 1815年 | 27.1 × 21.4 cm  |      | アメリカ合衆国 ボストン美術館 （ボストン）           |
|      | リュシアン・ボナパルト家の肖像                         | 1815年 | 41.2 × 53.2 cm  |      | アメリカ合衆国 フォッグ美術館 （ケンブリッジ）       |
|      | ジョルジュ・ヴゼイ夫人と娘エリザベートの肖像           | 1816年 | 29.9 × 22.1 cm  |      | アメリカ合衆国 フォッグ美術館 （ケンブリッジ）       |
|      | デトゥーシュ夫人の肖像                                 | 1816年 | 43 × 28.5 cm    |      | フランス ルーヴル美術館 （パリ）                     |
|      | オーギュスタン・ジョルジュと娘アドリエンヌの肖像       | 1817年 | 43.3 × 34.2 cm  |      | アメリカ合衆国 フォッグ美術館 （ケンブリッジ）       |
|      | ジョルダン夫人と息子ガブリエルの肖像                   | 1817年 | 44.5 × 32.8 cm  |      | アメリカ合衆国 フォッグ美術館 （ケンブリッジ）       |
|      | ジェニー・ドラヴァレットの肖像                         | 1817年 | 16.1 × 11.5 cm  |      | 日本 国立西洋美術館 （東京都台東区）                 |
|      | スタマティ家の肖像                                     | 1818年 | 46.3 × 37.1 cm  |      | フランス ルーヴル美術館 （パリ）                     |
|      | シャルル・レティエールの肖像                           | 1818年 | 25.5 × 19.5 cm  |      | フランス パリ装飾美術館 （パリ）                     |
|      | ニッコロ・パガニーニの肖像                             | 1819年 | 29.8 × 21.8 cm  |      | フランス ルーヴル美術館 （パリ）                     |
|      | アントワーヌ・アポニー伯爵夫人の肖像                   | 1823年 | 45 × 34.9 cm    |      | アメリカ合衆国 フォッグ美術館 （ケンブリッジ）       |
|      | フランツ・リストの肖像                                 | 1839年 | 20．9 × 22.8 cm |      | ドイツ ワーグナー・コレクション （バイロイト）       |